# Garth Manton
Garth O. V. Manton, avstralski veslač, * 16. december 1929, Darling Point, Novi Južni Wales, Avstralija, † 1. februar 2024.
Manton je za Avstralijo nastopil kot veslač v osmercu, ki je na Poletnih olimpijskih igrah 1956 v Melbournu osvojil bronasto medaljo.  